# Salomé Stévenin
Salomé Stévenin (Lons-le-Saunier, 29 gennaio 1985) è un'attrice francese.

## Biografia
Terzogenita dell'attore e regista Jean-François Stévenin, è sorellastra di Sagamore e sorella di Robinson, attori anch'essi. Appare per la prima volta al cinema all'età di tre anni assieme al padre in una scena del film Peaux de vaches (1989), ma l'esperienza le risulterà sgradita, allontanandola per un certo tempo dalla recitazione. Comincia a recitare in maniera stabile all'età di sette anni seguendo le orme del fratello Robinson, rivelandosi poi a 19 anni come protagonista del film Douches froides (2005). Si ritira dalle scene dieci anni più tardi.

## Filmografia parziale

### Cinema
- Peaux de vaches, regia di Patricia Mazuy (1989)
- Il pianeta verde (La Belle Verte), regia di Coline Serreau (1996)
- Soleil, regia di Roger Hanin (1997)
- Love Me, regia di Laetitia Masson (2000)
- Mischka, regia di Jean-François Stévenin (2002)
- Douches froides, regia di Antony Cordier (2005)
- Omar m'a tuer, regia di Roschdy Zem (2011)
- Chef (Comme un chef), regia di Daniel Cohen (2012)

### Televisione
- Benjamin Lebel - Delitti D.O.C. (Le Sang de la vigne) – serie TV, episodio 3x02 (2014)
- Le Bureau - Sotto copertura (Le Bureau des légendes) – serie TV, episodio 1x04 (2015)

## Doppiatrici italiane
Nelle versioni in italiano dei suoi film e serie televisive, Salomé Stévenin è stata doppiata da:
- Federica De Bortoli in Chef